# Epiparasia
Epiparasia is een geslacht van vlinders van de familie tastermotten (Gelechiidae).

## Soorten
- E. halmyropis (Meyrick, 1926)
- E. incertella (Herrich-Schäffer, 1861)